# 杭州快速公交
杭州快速公交，又称杭州BRT（英語：Bus Rapid Transit），是中华人民共和国浙江省杭州市的一个已经关闭的快速公交系统。该系统自2006年4月26日起正式投入使用，2021年8月14日关闭，原有线路均已转为常规线。

## 概况

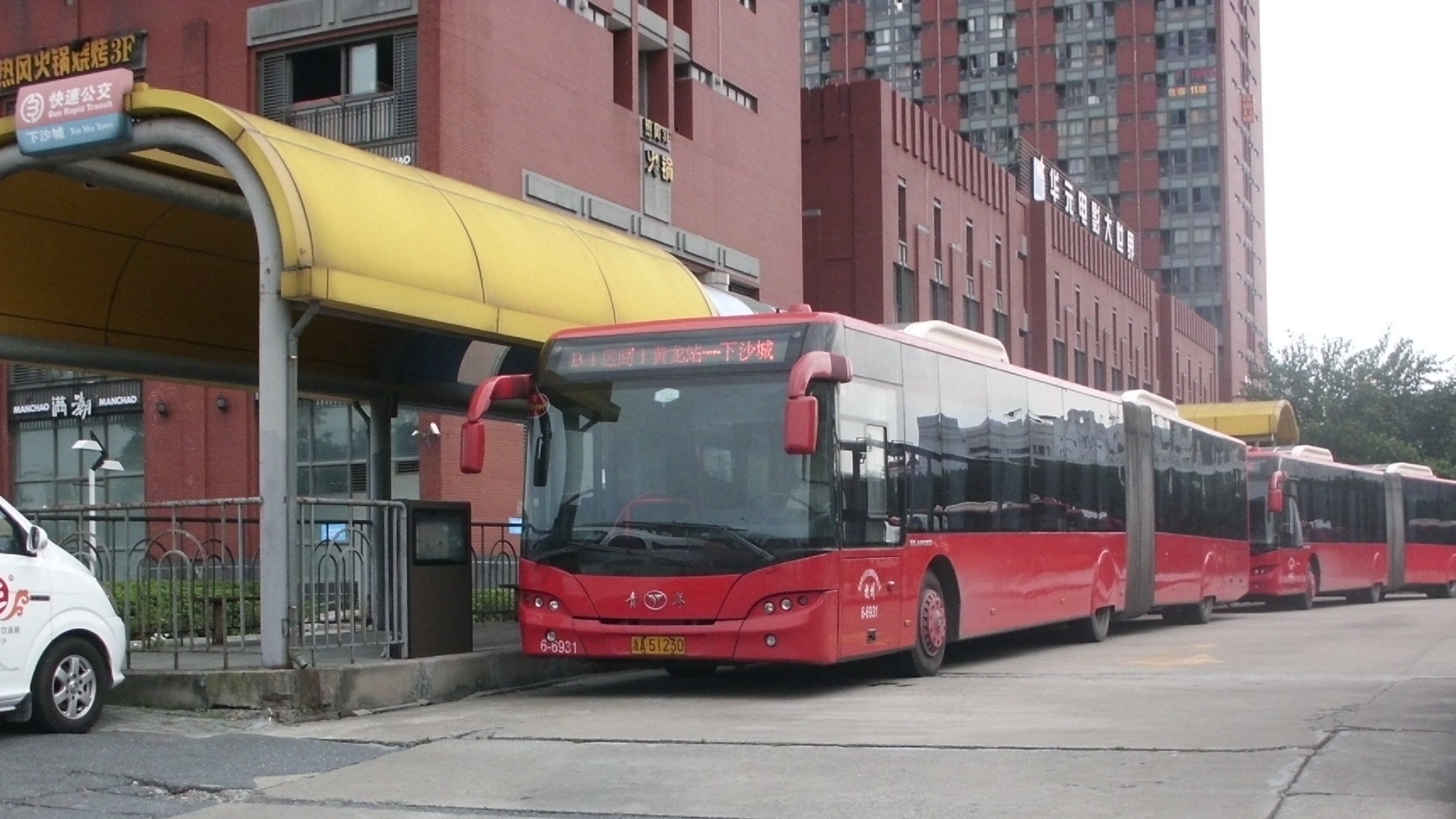
位于下沙城的B1区间1，由于地铁文泽路站分流的影响现已停运

快速公交从2006年4月26日开始运营。整个快速公交线网的日客流量曾逾30万。快速公交一般使用快速公交专用道，停靠专用车站，这些车站均设有半高屏蔽门。快速公交车站内可实现快速公交间及与停靠快速公交车站的普通线路间的免费换乘。任何乘客进入快速公交车站/换乘站均按照该车站标识的价格付费乘车。
2021年8月14日，杭州公交取消B1之外的快速公交线路（改为普通线路编号），并取消快速公交同台换乘站。快速公交专用道亦改为与普通公交线路合用，原快速公交车站未拆除，但是相关设施如闸机和屏蔽门均处于常开状态。2025年7月20日起，B1线更名为200路，运行区间调整为黄龙公交总站至顺安巷公交总站。

## 历史线路
- B1：古荡 – 下沙高教东区（西端起点曾为黄龙公交站）
- B1C：黄龙公交站 – 沿江商住区
- B1区间1：黄龙公交站 – 下沙城（因1号线开通停运）
- B1D：黄龙公交站 - 水云街海涛路口
- B2：池华街公交站 - 市民中心
- B2区间：蒋村公交中心站 – 市民中心（因文一路施工停运）
- B2C：梦想小镇 – 武林广场（因乘坐人数过少且与其他线路高度重合而撤线）
- B2高峰线：池华街公交站 - 市民中心（工作日早高峰往市民中心，晚高峰往池华街；各4班，因客流原因撤线）
- B3：丁桥公交站 – 城站火车站
- B3C：丁桥公交站 – 黄龙公交站
- B4：新西湖小镇 – 火车东站西
- B4C：闲林公交中心站 – 武林广场
- B4D：中泰公交站 - 环北新村
- B支1：池华街公交站 – 观音塘
- B支1快线：青蓝科创园 → 武林广场北（工作日早高峰单向）
- B支2：丁桥公交站 – 混堂桥
- B支2C：地铁彭埠站 – 长睦公交站（夜间线，原计划编码为214路。该线不具备快速公交性质，也不与任何快速公交线路同台换乘）
- B支3：火车东站西 – 滨文公交站
- B支3C：火车东站西 – 浙医二院滨江院区
- B支4：下沙高教东区 – 金色蓝庭公交站
- B支4快线：下沙高教东区 – 金色蓝庭公交站
- B支4区间：汽车西站 - 杭州汽车客运中心
- B支5：火车东站西 – 浦沿街道（使用B5通道）
- B支6：钱江湾花园 – 庆春广场
- B支7：小和山公交站 – 环北新村
- B支7C：西溪医院西 – 环北新村
- B支7D：小和山公交站 – 浙江工业大学
- B支8：彭公北 – 信鸿花园
- B支8区间1：金家渡路西口 – 良渚文化村（因2号线二期开通停运）
- B支8区间2：金家渡路西口 – 七贤郡
- B支9：蒋村公交中心站 – 市民中心（因11路调整后停运）
- B7（一代，已停运）：崇贤新城 – 焦家村公交中心站（该线不与任何快速公交线路同台换乘。使用B7通道）
- B7（二代）：崇贤新城 – 火车东站东
- B8：下沙江滨公交站 – 江东公交站（因8号线开通停驶）
- B8C：下沙江滨公交站 – 大江东办事服务中心（因8号线开通停驶）